# Rond de Loudeac
Der Rond de Loudeac (auch Rond de Penthièvre) ist ein bretonischer Reihen- oder Kreistanz aus der Gegend um die Stadt Loudéac.
Der Rond de Loudeac kann als eigenständiger Tanz gespielt werden oder ist Bestandteil der Suite de Loudeac. Diese Suite ist eine der ganz wenigen, die zusätzlich noch einen Nachtanz aufweisen und somit aus 4 Teilen bestehen.
Ursprung dieses Tanzes ist eine Grundform vom Westen bis Nordwesten der Bretagne, die noch weitere Formen hervorbrachte, wie Dañs Plinn oder Dañs Treger.

## Ausgangsposition
Die Tänzer stehen im Kreistanz und fassen sich durch. Heutzutage fassen sich die Tänzer an den kleinen Finger (hakeln), wobei früher auch andere Finger, wie Mittelfinger oder Zeigefinger verwendet wurden.
Anfangs sind die Arme in Tiefhalte: Arme werden locker nach unten gehalten.

## Geschwindigkeit
Die Melodie wird ungefähr mit 168 bpm gespielt.

## Tanzschritte
Die Suite de Loudeac kann aus bis zu 4 Teilen bestehen:
- Ton simple (einzeln auch Rond de Loudeac)
- Baleu (Paartanz)
- Ton double
- Riqueniée

### Grundschritt Ton

Grundschritt des Rond de Loudeac

1. Linker Fuß nach links auf der Tanzlinie
  1. Rechter Fuß ran
2. Linker Fuß belastend auf der Tanzlinie; minimal nach links
3. Rechter Fuß halben Fuß in die Kreismitte hinein.
4. Federn auf dem rechten Fuß; minimal andeutend

Die Unterarme werden waagrecht gehalten und beschreiben jeden Takt einen leichten Schwung nach vorne. Oft wird die Vorwärtsbewegung auf dem zweiten Takt (Branle simple auf rechts) etwas energetischer ausgeführt, zusammen mit der Bewegung nach vorne in die Kreismitte.
In der Bretagne gibt es eine Reihe an Variationen der Armbewegung. Diese Armbewegung gilt als Grundfigur und ist weit verbreitet.

### Choreographie Baleu
Der Kreis löst sich auf und die Tänzer stellen sich paarweise in der Kreuzfassung auf und blicken entgegen der Tanzrichtung (gegen den Uhrzeigersinn).
Die Paare laufen zur Musik in einer Promenade geradeaus:
1. Linker Fuß vor
2. Rechter Fuß wird beigestellt

Indem die Vorwärtsbewegung nur auf dem ersten Schritt erfolgt, bewegt sich der Oberkörper beim ersten Schritt stärker nach unten als beim zweiten Schritt. Dies kann durch die Tänzer noch verstärkt werden.
Die Promenade wird von Figuren unterbrochen:
1. Linker Fuß nach links
  1. Rechter Fuß ran
2. Linker Fuß belastet
3. Rechter Fuß nach rechts

Während der Figur ist die Bewegung nach rechts (letzter Schritt) genauso groß wie die Bewegung nach links, so dass sich das Paar wieder an der gleichen Stelle befindet. Diese Figur wird in der Regel 4× getanzt, bis es wieder zur Promenade übergeht. Bei der vierten Figur können die Tänze das Ende durch ein bewusstes Überhöhen des letzten Schrittes darstellen: Der rechte Fuß wird etwas höher genommen und dann gesetzt.
Die Figur kann auch in Tanzrichtung durchgeführt werden: In den ersten Schritten erfolgt die Bewegung nach hinten und der letzte Schritt geht wieder zurück zur Ausgangsposition.

### Riqueniée
Die Riqueniée tritt als Nachtanz nur in einer Suite de Loudeac auf und wird nicht als eigenständiger Tanz unabhängig von der Suite de Loudeac getanzt. Von der Struktur ähnelt die Riqueniée dem Passepied und ist wohl aus diesem entstanden. Wie im Passepied besteht der Riqueniée aus einer Grundbewegung und einer Figur.
Die Tänzer behalten die Armhaltung aus dem Ton double bei: Durchfassen über einen Finger, Unterarme waagrecht nach vorne.
Der Grundschritt des Riqueniée besteht aus seitlichen Nachstellschritten:
1. Linker Fuß nach links; Arme werden nach vorne bewegt.
2. Rechter Fuß wird herangeholt und belastet; Arme werden zurückgeholt.

Zwischendurch wird eine Figur 4-mal getanzt:
1. Linker Fuß nach vorne, rechtes Knie wird hochgenommen; Oberkörper beugt sich leicht nach hinten; Arme werden hochgenommen und eingehakt
2. Rechter Fuß wenig nach hinten; Arme wenig nach unten tippen
  1. Linker Fuß wenig nach hinten; Arme wenig nach unten tippen
3. Rechter Fuß zurück auf Kreislinie; Arme wenig nach unten tippen

Zunächst erfolgt ein starker Schritt mit dem linken Fuß nach vorne und das rechte Knie wird hochgenommen. Diese Bewegung wird verstärkt, indem der Oberkörper leicht nach hinten gebeugt wird und die Arme hoch genommen werden. In den nächsten drei kleinen Schritten bewegt sich der Tänzer wieder zurück zur Kreislinie. Die Arme werden dabei wieder heruntergenommen. Dies kann durch drei kleine Tipp-Bewegungen oder in einer Schleife vergleichbar zur Armbewegung im An Dro geschehen.

## Stil
Der Tanz wirkt steif, was aber nicht der Fall ist. Durch die Federung in den Knien wird für eine kontinuierliche Schwebung gesorgt, die eine zu starke Bindung zur Erde vermeidet.